# Messan Ametokodo
Messan Ametokodo (ur. 3 grudnia 1974) – togijski piłkarz grający na pozycji obrońcy. W swojej karierze rozegrał 34 mecze i strzelił 1 gola w reprezentacji Togo.

## Kariera klubowa
W swojej karierze piłkarskiej Ametokodo grał w gabońskim AS Mangasport i rodzimym Dynamic Togolais.

## Kariera reprezentacyjna
W reprezentacji Togo Ametokodo zadebiutował 9 października 1992 roku w przegranym 0:1 mecz eliminacji do MŚ 1994 z Zimbabwe, rozegranym w Harare. Od 1992 do 2001 wystąpił w kadrze narodowej 34 razy i strzelił 1 gola.